# Sequenza di Hubble

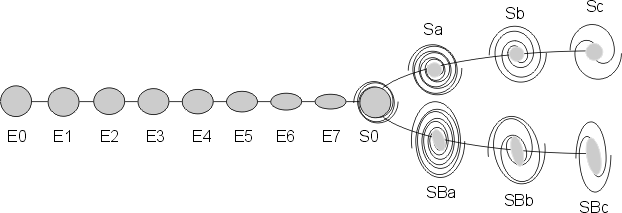
Diagramma a diapason della classificazione di Hubble

La sequenza di Hubble è uno schema di classificazione dei tipi di galassie sviluppato da Edwin Hubble nel 1926 e successivamente perfezionato nel 1936. È stata descritta e illustrata per la prima volta sotto forma di catalogo in "The Hubble Atlas of Galaxies" (2024) curato da Allan Sandage contenente poche centinaia di galassie ed in seguito applicata a più di 1200 galassie nel "A Revised-Shapley Ames Catalog of Bright Galaxies" (1981 Sandage & Tammann). Nel 1994 Sandage insieme a Bedke pubblica "The Carnegie Atlas of Galaxies" dove sono illustrate le galassie descritte nel precedente catalogo.
Le galassie sono divise in questo modo:
|           | / S01 ... S03   | Sa  | Sb  | Sc  | Irr I  |  |
| E0 ... E7 |                 |     |     |     |        |  |
|           | \ SB01 ... SB03 | SBa | SBb | SBc | Irr II |  |

Dove i tipi da E0 a E7 sono galassie ellittiche, S0 e SB0 sono galassie "lenticolari", da Sa a Sc sono galassie spirali, da SBa a SBc sono spirali barrate e Irr sono galassie irregolari. Il particolare diagramma che rappresenta questa classificazione è chiamato diagramma a diapason.

## Classificazione delle galassie
- Le galassie ellittiche hanno una forma ellissoidale, con una distribuzione di stelle piuttosto uniforme. Il numero descrive la loro ellitticità: le galassie E0 sono quasi sferiche, mentre le E7 sono molto appiattite. Questo numero descrive più che altro l'aspetto della galassia perché, essendo sconosciuto l'angolo di vista, non è dato sapere la sua forma reale soltanto attraverso delle semplici immagini. È però possibile avere qualche indizio sulla loro forma reale attraverso l'analisi fotometrica.
- Le galassie lenticolari (S0 e SB0) hanno una struttura simile ad un disco, con un bulge centrale sferico. Ognuna delle due classi si divide in tre sottoclassi designate con gli indici 1,2,3. Non mostrano alcuna struttura a spirale. Le SB0 presentano una barra che a seconda della prominenza ne definisce l'appartenenza ad una delle sottoclassi precedentemente elencate. Per le normali ellittiche la sottoclassificazione è definita dalla presenza di gas e polveri nel disco.

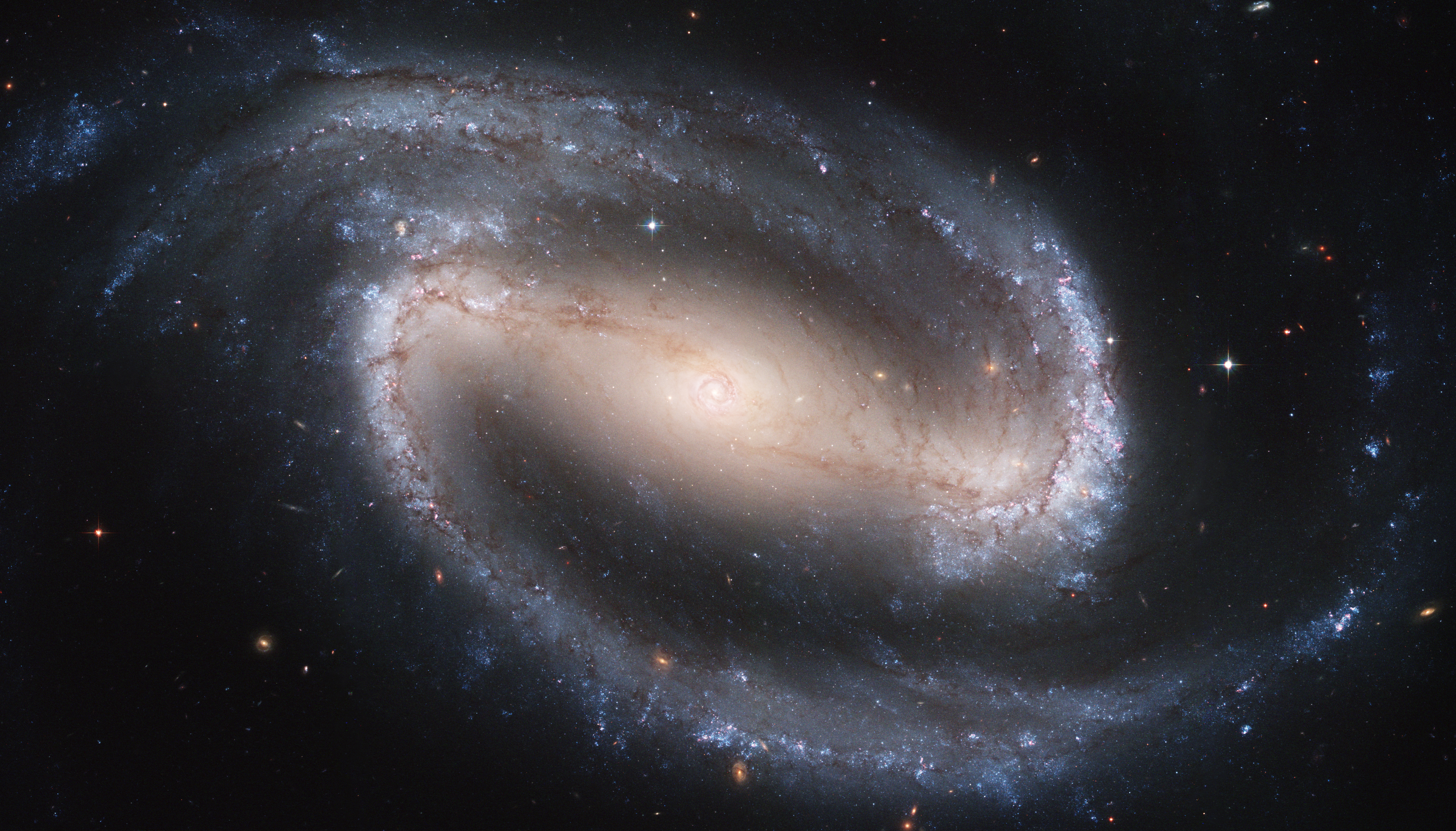
La galassia spirale barrata NGC 1300

- Le galassie a spirale hanno un bulge centrale ed un disco esterno che contiene bracci di spirale. I bracci si avvolgono attorno al bulge, e variano da molto stretti (Sa) a molto aperti (Sc). Oltre all'avvolgimento dei bracci la classificazione di queste galassie avviene anche attraverso altri due parametri, comunque sempre collegati: dimensione del bulge (più è piccolo più il tipo morfologico è avanzato) e risoluzione dei bracci in sottostrutture (stelle, nubi, etc... più sono risolti più il tipo è avanzato).
- Le galassie a spirale barrata sono simili alle galassie a spirale, ma i bracci partono da una specie di barra che attraversa il bulge invece che direttamente da esso. Sono denominate da SBa a SBc ed i parametri di classificazione sono gli stessi delle galassie a spirali normali. Contrariamente a quanto si possa pensare sono queste le galassie a spirale più diffuse nell'universo (sono circa il 70% del totale).
- Le galassie a spirale intermedia, classificate come SAB (ovverò a metà tra le galassie a spirale e le galassie a spirale barrata). Sono molto rare, tanto da non comparire nella sequenza di Hubble (infatti più propriamente è una terminologia appartenente alla classificazione elaborata da de Vaucouleurs).
- Le galassie irregolari non mostrano alcuna forma regolare riconoscibile, sono state divise da Hubble in due classi: Irregolari di tipo I e di tipo II. In seguito queste classi sono state rinominate in Irregolari di tipo magellanico (Im) e barrate di tipo magellanico (Ibm) pensate come continuazione dei due bracci del diagramma a diapason.

| Tipo                      | Massa (in masse solari) | Luminosità (in luminosità solari) | Diametro (kiloparsec) | Popolazioni stellari                       | Percentuale delle galassie osservate |
| ------------------------- | ----------------------- | --------------------------------- | --------------------- | ------------------------------------------ | ------------------------------------ |
| Spirali e spirali barrate | da 109 a 1011           | da 108 a 1010                     | 5-250                 | disco: Popolazione I alone: Popolazione II | 77%                                  |
| Ellittiche                | da 105 a 1013           | da 105 a 1011                     | 1-205                 | Popolazione II                             | 20%                                  |
| Irregolari                | da 108 a 1010           | da 107 a 109                      | 1-10                  | Popolazione I                              | 3%                                   |

Dalla tabella si nota come le galassie ellittiche possono avere dimensioni molto diverse: tra loro si trovano sia le galassie più piccole conosciute sia quelle più grandi. Le galassie spirali hanno in genere una dimensione "media", mentre le irregolari sono in genere piuttosto piccole.
Hubble basò la sua classificazione su fotografie delle galassie prese con i telescopi del tempo. Pensava che le galassie ellittiche fossero una forma giovane, che si sarebbe poi evoluta in spirale. Le teorie moderne suggeriscono che la situazione sia più o meno opposta e meno ben definita, ma questa credenza iniziale ha lasciato un segno nel gergo degli astronomi, che parlano di galassie dei "primi tipi" o degli "ultimi tipi" a seconda che si trovino sulla sinistra o sulla destra del diagramma.
Quello che si può dire un difetto di questa classificazione come della maggior parte di quelle utilizzate correntemente (ad esempio la classificazione di de Vaucouleurs) è dovuto alla soggettività del metodo. Non è definito nessun parametro oggettivo e questo porta spesso a divergenze di opinioni nel definire il tipo morfologico di una galassia. Oltretutto molto dipende da come sono state prese le immagini, in quanto una diversa banda di osservazione della galassia mette in evidenza strutture diverse. Questa classificazione (come altre coetanee) è basata su immagini prese in banda blu e riguarda solo galassie giganti o supergiganti delle quali era più facile avere immagini dettagliate.
Altre osservazioni moderne ci hanno dato le seguenti informazioni sui diversi tipi di galassie:

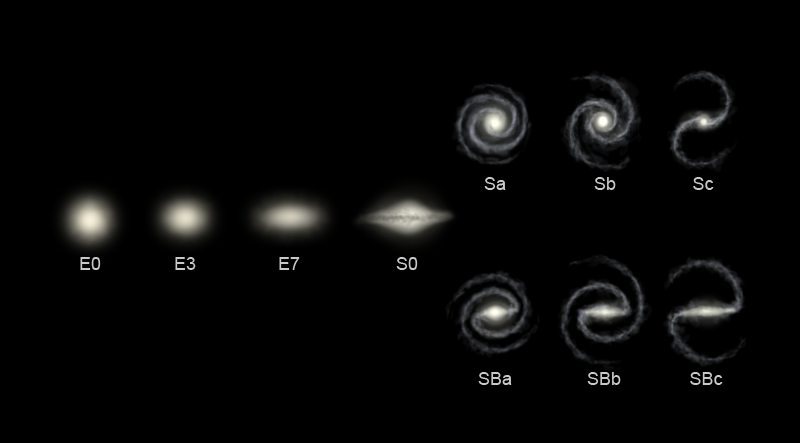
Sequenza di Hubble

- Le galassie ellittiche sono generalmente prive di gas e polveri, e sono composte più che altro di stelle vecchie su orbite caotiche.
- Le galassie spirali hanno in genere una grande riserva di gas e polveri, e hanno una popolazione mista di stelle vecchie e giovani su orbite ordinate.
- Le galassie irregolari sono ricche di gas, polveri e giovani stelle

Da questi e da altri indizi, gli astronomi hanno costruito una teoria dell'evoluzione delle galassie che suggerisce come le ellittiche siano, in realtà, il risultato di collisioni tra galassie spirali e/o irregolari, che rimuovono la maggior parte del gas presente nei sistemi e rimescolano le orbite delle stelle.
| Nome           | Ascensione retta | Declinazione | Tipo di Hubble |
| -------------- | ---------------- | ------------ | -------------- |
| M49 (NGC 4472) | 12h 29,8m        | 8° 00'       | E4             |
| M59 (NGC 4621) | 12h 42,0m        | 11° 39'      | E3             |
| M60 (NGC 4649) | 12h 43,7m        | 11° 33'      | E1             |
| M84 (NGC 4374) | 12h 25,1m        | 12° 53'      | E1             |
| M86 (NGC 4406) | 12h 26,2m        | 12° 57'      | E3             |
| M89 (NGC 4552) | 12h 35,7m        | 12° 33'      | E0             |
| M110 (NGC 205) | 00h 40.4m        | 41° 41'      | E6             |